# Desmanthus hexapetalus
Desmanthus hexapetalus là một loài thực vật có hoa trong họ Đậu. Loài này được (Micheli) J.F.Macbr. miêu tả khoa học đầu tiên.